# Gustav Larsson
Gustav Erik Larsson (ur. 20 września 1980 w Gemli) – szwedzki kolarz szosowy i górski, wicemistrz olimpijski i wicemistrz świata w jeździe indywidualnej na czas, zawodnik profesjonalnej ekipy IAM Cycling.

## Kariera
Pierwszy sukces w karierze osiągnął w 1997 roku, kiedy został mistrzem Szwecji juniorów w kolarstwie górskim. Na juniorskich mistrzostwach kraju w tej dyscyplinie zdobył także dwa medale w 1998 roku oraz jeden dwa lata później. Już w 2001 roku został szosowym wicemistrzem kraju w indywidualnej jeździe na czas. W 2004 roku wystąpił na igrzyskach olimpijskich w Atenach, gdzie zajął 72. pozycję w wyścigu ze startu wspólnego. Największe sukcesy osiągnął w latach 2008 i 2009, kiedy zdobył dwa medale na międzynarodowych imprezach. Najpierw wystąpił na igrzyskach olimpijskich w Pekinie, gdzie zdobył srebrny medal w jeździe na czas. W zawodach tych wyprzedził go jedynie Szwajcar Fabian Cancellara, a trzecie miejsce zajął Ameryaknin Levi Leipheimer. Rok miesiące później zajął drugie miejsce w tej samej konkurencji na mistrzostwach świata w Mendrisio, ponownie przegrywając z Cancellarą. Jest też pięciokrotnym mistrzem Szwecji w tej specjalności. W 2012 roku brał udział w igrzyskach olimpijskich w Londynie, ale w żadnej z konkurencji szosowych nie zajął miejsca w pierwszym dziesiątce. Wygrał także między innymi: wyścig Okolo Slovenska (2002), Tour du Poitou-Charentes (2009) i Tour du Limousin (2010). W maju 2010 wygrał także ostatni, 21. etap w Giro d'Italia - jazdę indywidualną na czas.

## Najważniejsze osiągnięcia
- 2002
  - 3. miejsce w Ringerike GP
  - 1. miejsce w Okolo Slovenska
    - 1. miejsce na 5. etapie

  - 2. miejsce w Duo Normand
- 2004
  - 4. miejsce w mistrzostwach świata (jazda ind. na czas)
- 2006
  -  1. miejsce w mistrzostwach Szwecji (jazda ind. na czas)
  - 5. miejsce na 7. etapie Tour de France
- 2007
  -  1. miejsce w mistrzostwach Szwecji (jazda ind. na czas)
  - 3. miejsce w Eneco Tour
  - 3. miejsce w Duo Normand
- 2008
  - 6. miejsce w Tirreno-Adriático
  - 2. miejsce w Criterium International
  - 14. miejsce w Giro d'Italia
  - 1. miejsce na 5. etapie Post Danmark Rundt
  -  2. miejsce w igrzyskach olimpijskich (jazda ind. na czas)
  - 3. miejsce w Deutschland Tour
- 2009
  - 3. miejsce na 6. etapie Tour of California
  - 4. miejsce na 18. etapie Tour de France
  - 1. miejsce w Tour du Poitou-Charentes
  - 2. miejsce w Tour of Missouri
  -  2. miejsce w mistrzostwach świata (jazda ind. na czas)
- 2010
  - 1. miejsce na 1. etapie Vuelta a la Comunidad de Madrid (ITT)
  - 1. miejsce na 21. etapie w Giro d'Italia
  -  1. miejsce w mistrzostwach Szwecji (jazda ind. na czas)
  - 1. miejsce w Tour du Limousin
    - 1. miejsce na 2. etapie (ITT)

  - 4. miejsce na 17. etapie Vuelta a España (ITT)
  - 4. miejsce w Chrono des Nations
- 2011
  -  1. miejsce w mistrzostwach Szwecji (jazda ind. na czas)
  - 4. miejsce na 1. etapie Tour de Suisse (ITT)
  - 2. miejsce na 5. etapie Post Danmark Rundt
  - 2. miejsce w Chrono des Nations
- 2012
  -  1. miejsce w mistrzostwach Szwecji (jazda ind. na czas)
  - 1. miejsce na 1. etapie Paryż-Nicea (ITT)
  - 5. miejsce na 1. etapie Giro d'Italia
- 2013

 1. miejsce w mistrzostwach Szwecji (jazda ind. na czas)
- - 2. miejsce w Chrono des Nations